# (17746) Haigha
(17746) Haigha est un astéroïde de la ceinture principale.

## Description
(17746) Haigha est un astéroïde de la ceinture principale. Il fut découvert par Tetsuo Kagawa et Takeshi Urata le 30 janvier 1998 à l'observatoire de Gekko. Il présente une orbite caractérisée par un demi-grand axe de 2,369 UA, une excentricité de 0,159 et une inclinaison de 7,86° par rapport à l'écliptique.
Il fut nommé en hommage au personnage de Haigha dans le roman De l'autre côté du miroir de Lewis Carroll.

## Compléments